# Dvorec Račji dvor
Dvorec Račji dvor leži v ravnini na zahodnem robu mesta Maribor pod obronki zapuščenih vinorodnih gričev. Je iz 17. stoletja. V 18. stol. dobil poznobaročno podobo.
Račje se prvič omenja leta 1200. Leta 1279 je Nemški viteški red dvorec s pripadajočo posestjo, predvsem vinogradi, prodal benediktinskemu samostanu v Admontu, ki je ostal lastnik dvorca vse do sredine 20. stoletja. Dvorec Račji dvor po svoji današnji arhitekturi ne sodi več v srednji vek. Jedro dvorca predstavlja njegov vzhodni trakt iz 17. stoletja. S prizidavo severnega in zahodnega trakta so sklenili podobo dvorca, ki čudovito dopolnjuje podobo prehoda iz Mariborskih goric proti Kobanskemu.
Od dvorca se počasi spustimo do Srednje kmetijske šole. Po ulici Pod vinogradi se mimo nekdanje Sadjarsko vinogradniške šole vračamo proti mestemu parku in nato po Tyrševi ulici v stari del mesta.

## Muzej na prostem Račji dvor
Muzej na prostem se nahaja v neposredni bližini dvorca. Okoli osrednjega poslopja se dograjujejo objekti, kateri so značilni za Štajersko na Dravskem polju, v Halozah, v Slovenskih goricah, na Pohorju in Kozjaku. Okoli objektov urejajo okolje na razne načine, tako da zasajajo stare vrste sadnega drevja, brajd, starih kmečkih vrtov, pašnikov in njiv.